# 美国派：兄弟会
《美国派：兄弟会》（英語：American Pie Presents: Beta House）2007年上映于美国的性喜剧片，由环球影业发行，属于美国派系列电影的衍生系列。该片紧接着《美国派：集体裸奔》，继续由约翰·怀特担任男主角艾瑞克·斯蒂夫勒，此片讲述他在大学里面的惊奇搞笑的故事。

## 剧情
艾瑞克·斯蒂夫勒，成功地考入了大学读书，但是他也被自己一年多的女友抛弃了，他开始变得情绪低落、郁郁寡欢，父亲看到这种状态，甚为担心，于是和他谈心，讲起了自己当年的桃色故事。
艾瑞克所在的大学非常特别，男生和女生共用卫生间，学校里的社团也经常举行各种各样的活动，增进男生和女生的社交能力和友情。艾瑞克所在的社团和其对手在学校的“古希腊运动会”将决一胜负。

## 演员
| 演員                                   | 角色                                      | 備註                                                                   |
| 約翰·懷特 John White                   | 艾瑞克·史戴弗勒 Erik Stifler              | 本劇主角，史蒂夫的堂弟。                                               |
| 史蒂夫·泰利 Steve Talley               | 杜懷特·史戴弗勒 Dwight Stifler            | 艾瑞克的堂哥，貝塔兄弟會大人物。                                       |
| 克里斯多佛·麥當勞 Christopher McDonald | 哈利·史戴弗勒 Harry Stifler               | 艾瑞克的父親。                                                         |
| 尤金·李維 Eugene Levy                  | 諾亞·雷文斯汀 Noah Levenstein             | 性學大師，思想啟蒙者。學生時期亦為貝塔兄弟會成員，現任貝塔兄弟會顧問。 |
| 梅根·赫弗恩 Meghan Heffern             | 艾希莉 Ashley                             | 艾瑞克愛慕對象。                                                       |
| 傑克·賽格爾 Jake Siegel                | 麥克·庫茲曼（庫茲） Mike "Cooze" Coozeman | 艾瑞克好友，與艾瑞克進同一所大學。                                     |
| 泰隆·薩維吉 Tyrone Savage              | 艾德格·威利斯 Edgar Willis                | 書呆子兄弟會會長。與貝塔為死對頭。                                       |
| 尼克·納克 Nic Nac                      | 鮑比 Bobby                                | 艾瑞克室友。                                                           |
| 強納森·凱茲 Jonathan Keltz             | 衛斯理 Wesley                             | 高材生，貝塔新會長。                                                   |
| 莎拉·鮑爾 Sarah Power                  | 丹妮絲 Denise                             | 艾希莉好友，庫茲愛慕對象。                                             |
| 布瑞德福特·安德森 Bradford Anderson    | 傑克·帕克 Jake Parker                     |                                                                        |
| 羅比·艾梅爾 Robbie Amell               | 尼克·安德森 Nick Anderson                 | 貝塔會員，長相帥氣。                                                   |
| 丹·佩卓尼亞維克 Dan Petronijevic       | 布爾 Bull                                 | 杜懷特好友，亦為貝塔兄弟會成員。                                       |
| 克莉絲汀·巴潔 Christine Barger         | 瑪姬 Margie                               | 鮑比女友。                                                             |
| 潔克琳·A·史密斯 Jaclyn A. Smith        | 吉兒 Jill                                 | 庫茲在派對上認識的女孩。                                               |
| 喬登·普倫提斯 Jordan Prentice          | 洛克 Rock                                 | 侏儒兄弟會的頭頭，也是橄欖球隊主將。                                   |

## 发行方式
电影由环球影业以录影带首映的形式发行，发行时间是2007年10月10日到2007年12月26日。